# Marcel Trojan
Marceli Robert Trojan (wcześniej znany jako Marceli Psiuk) (ur. 25 lutego 1953 w Katowicach) – polski wokalista, gitarzysta i kompozytor popowy i countr'owy.

## Życiorys
Wywodzi się ze śląskiego środowiska muzycznego. Ukończył Akademię Muzyczną im. Karola Szymanowskiego w Katowicach na Wydziale Muzyki Rozrywkowej w klasie kompozycji i aranżacji z tytułem magistra sztuki. Od lat 70. członek Zaiksu i Związku Polskich Autorów i Kompozytorów „ZAKR”. W okresie szkoły średniej i studiów, występował w zakładanych przez siebie duetach gitarowych, kolejno: Marcel & Mirek (drugi członek duetu to Mirosław Żwaka – grupa ma na koncie współpracę z zespołem Jerzy Grunwald & En Face), Marcel & Marek i Marcel & Maciej, a także w zespołach: Waganci, Partita i Familia. Od 1979 roku założyciel i kierownik muzyczny zespołu Gang Marcela. Autor około 200 utworów, głównie w stylistyce country, pop i balladowej. Ponadto twórca zainteresowany tematyką refleksyjno-religijną w piosenkach (album Pytania o sens z 1997 oraz nagrania licznych pastorałkek i piosenek religijnych). Najbardziej znane utwory Gangu Marcela, które skomponował i wykonuje to: Zaświeciła moja gwiazda, Mężczyzna i łzy, Ojciec żył tak jak chciał, Kto jeśli nie ty, Lubię mieć luz, Znajdziemy pośród trosk, Bym drogi nie pomylił oraz Julia i ja..., przebój z rep. Zdzisławy Sośnickiej do tekstu Bogdana Olewicza. Śpiewał też piosenkę, autorstwa Waylanda Holyfielda z polskim tłumaczeniem tekstu pt. Tyle złamanych serc (piosenka w wykonaniu zespołu Gang Marcela, również stała się przebojem). Pisał, bądź pisze muzykę do tekstów własnych oraz innych autorów, takich jak m.in.: Marek Gaszyński, Jacek Bukowski, Jerzy Dąbrowski, Andrzej Kosmala, Janusz Korczakowski, Bogdan Olewicz, Krzysztof Dzikowski, Andrzej Sobczak, Wanda Chotomska, i inni. Komponuje utwory głównie na potrzeby własne i zespołu Gang Marcela, ale poza Zdzisławą Sośnicką, ma na swym koncie także piosenki napisane dla: Krystyny Giżowskiej, Krzysztofa Krawczyka, Andrzeja Cierniewskiego, kabaretu Rak i innych wykonawców. Ponadto, kieruje dwoma firmami zajmującymi się produkcją i dystrybucją własnej fonografii oraz współtworzy wydawanych przez ww. firmy albumy (wydawnictwa ilustracyjno-słowno-muzyczne). Obecnie zamieszkały w Bielsku-Białej.

## Życie prywatne
- Od 1982 roku mąż Barbary Pysz. Mają dwóch synów: Davida i Jakuba.